# Evelyn Richter
Evelyn Richter (* 31. Januar 1930 in Bautzen; † 10. Oktober 2021 in Dresden) war eine deutsche Fotografin.

## Leben
Evelyn Richters Vater besaß ein Sägewerk in Bautzen, die Familie wohnte in Neukirch (Lausitz). Um sie vor der NS-Ideologie zu schützen, schickten die Eltern sie auf eine Schule der Herrnhuter Brüdergemeine. Nach einer Ausbildung als Fotografin in Dresden bei Franz Fiedler und Pan Walther von 1948 bis 1951 arbeitete Evelyn Richter als Laborantin bei den Vereinigten Gewerbestätten Dresden und als Laborantin und Fotografin für Spannungsoptik am Institut für technische Mechanik an der TU Dresden.
1953 begann sie ihr Studium der Fotografie an der Hochschule für Grafik und Buchkunst Leipzig (HGB) bei Johannes Widmann, Professor des Instituts für Fotografik. 1955 wurde sie exmatrikuliert, den Hochschulfunktionären waren ihre Kommilitonen-Porträts zu defätistisch. 1956 bis 1958 war sie Mitglied der Leipziger Gruppe „action fotografie“. Fortan arbeitete sie bis 1980 freischaffend als Werbe- und Theaterfotografin sowie Bildredakteurin für die Leipziger Messe.
1981 ging sie als Oberassistentin zurück an die Hochschule für Grafik und Buchkunst, wo ihr 1983 extern das Diplom verliehen wurde. 1985 wurde sie Dozentin und war bis 1990 Leiterin einer Fachklasse für Fotografie. Sie prägte eine ganze Generation von Studierenden, zu denen u. a. Christiane Eisler, Grzegorz Fudala, Markus Hawlik, Bertram Kober und Werner Lieberknecht gehörten.
Von 1991 bis 2001 hatte sie an der HGB eine Ehrenprofessur inne. Von 1990 bis 1991 nahm sie auch einen Lehrauftrag für Fotografie an der Fachhochschule Bielefeld wahr.
Im Museum der bildenden Künste Leipzig ist seit 2009 das Evelyn-Richter-Archiv beheimatet. Es enthält das im Sommer 2009 von der Ostdeutschen Sparkassenstiftung erworbene Hauptwerk der Fotografin. Insgesamt wird ihre künstlerische Tätigkeit anhand von über 730 Fotografien dokumentiert, fast nur in schwarz-weiß. Ein Teilarchiv mit 190 Negativen und dazugehörigen Vintage Prints (Themen: Künstlerporträts, Thomanerchor, Kunst) befindet sich in der Deutschen Fotothek in Dresden.
Zuletzt arbeitete sie in Neukirch (Lausitz). Ihre letzten Fotografien entstanden 2012. Sie lebte seit einem Schlaganfall in einem Pflegeheim in Dresden.

## Darstellung Evelyn Richters in der bildenden Kunst
- Nuria Quevedo: Porträt Evelyn Richter (1989, Radierung)

## Ausstellungen (unvollständig)

### Teilnahme an zentralen und wichtigen regionalen Ausstellungen in der Zeit der DDR
- 1979: Leipzig, Bezirkskunstausstellung
- 1982: Leipzig, Museum der Bildenden Künste („Selbstbildnisse Leipziger Künstler“)
- 1982/1983 und 1987/1988: Dresden, IX. und X. Kunstausstellung der DDR
- 1984: Berlin, Altes Museum („Alltag und Epoche“)
- 1985: Berlin, Nationalgalerie („Auf gemeinsamen Wegen“)
- 1987: Arles, Rencontres de la Photographie d’Arles

### Ausstellungen seit der deutschen Wiedervereinigung
- 1993: Evelyn Richter, Zwischenbilanz. Photographien aus den Jahren 1950 – 1989. Staatliche Galerie Moritzburg, Halle (Saale).
- 2002/2003: Arrested time. Stillgehaltene Zeit. Goethe-Institut, Washington D.C.
- 2005: Evelyn Richter. Rückblick, Konzepte, Fragmente. Museum der bildenden Künste, Leipzig.
- 2009/2010: Die andere Leipziger Schule. Fotografie in der DDR. Lehrer & Schüler der Hochschule für Grafik & Buchkunst Leipzig  = The Other Leipzig School. Photography in the GDR. Teachers & Students of the Academy for Visual Arts Leipzig. Kunsthalle Erfurt.
- 2010: Evelyn Richter. Fotografie. Leonhardi-Museum, Dresden.[7]
- 2010: Eros und Stasi. Ostdeutsche Fotografie Sammlung Gabriele Koenig. Ludwig Forum für Internationale Kunst, Aachen.
- 2016: Zwei Gemeinschaftsausstellungen: Gehaltene Zeit. Ursula Arnold, Arno Fischer, Evelyn Richter. Museum der bildenden Künste, Leipzig und Die Lehre. Arno Fischer, Evelyn Richter. Kunsthalle der Sparkasse Leipzig. Gemeinsamer Katalog.[8]
- 2018: Evelyn Richter. Von der Latenz der Bilder = Evelyn Richter. On the latency of images. Ausstellungsraum bautzner69, Dresden und Kunstverein Bautzen.
- 2020: Focus Evelyn Richter. Albertinum, Dresden.[9]
- 2022: Evelyn Richter. Museum Kunstpalast, Düsseldorf.
- 2023/2024: Evelyn Richter – Ein Fotografinnenleben. Museum der bildenden Künste Leipzig, Leipzig.

## Ehrungen
- 1975: Ehrennadel der Fotografie des Kulturbunds der DDR
- 1974: Kunstpreis des Rates des Bezirks Leipzig
- 1984: Kunstpreis der Stadt Leipzig
- 1989: Kunstpreis der DDR
- 1992: Kulturpreis der Deutschen Gesellschaft für Photographie
- 2006: Kunstpreis der Landeshauptstadt Dresden
- 2013: Ehrenmitglied der Sächsischen Akademie der Künste.[10]
- 2020: Bernd-und-Hilla-Becher-Preis[11]

## Buchveröffentlichungen
- Klaus Störtebeker. Text Hanns Anselm Perten. Friedrich Hofmeister Verlag Leipzig, 1960
- David Oistrach. Ein Arbeitsporträt. Text Ernst Krause, Fotos und Buchgestaltung Evelyn Richter. Henschelverlag Berlin, 1973. (Goldmedaille im Wettbewerb um die schönsten Bücher aus aller Welt)
- Paul Dessau. Aus Gesprächen. Deutscher Verlag für Musik Leipzig, 1974
- Entwicklungswunder Mensch. Text Hans-Dieter Schmidt. Fotos Evelyn Richter u. a. Uraniaverlag Leipzig/Jena, 1980, drei Auflagen

## Kataloge
- Evelyn Richter, Zwischenbilanz. Photographien aus den Jahren 1950 – 1989. Staatliche Galerie Moritzburg, Halle (Saale) 1992, ISBN 3-86105-071-7 (formal falsch).
- Astrid Ihle (Red.): Arrested time. Stillgehaltene Zeit. Edition Braus, Heidelberg 2002, ISBN 978-3-89904-051-7.
- Evelyn Richter. Rückblick, Konzepte, Fragmente. Edition Braus, Heidelberg 2002, ISBN 978-3-89904-051-7.
- Susanne Knorr, Kai Uwe Schierz (Hrsg.): Die andere Leipziger Schule. Fotografie in der DDR. Lehrer & Schüler der Hochschule für Grafik & Buchkunst Leipzig  = The Other Leipzig School. Photography in the GDR. Teachers & Students of the Academy for Visual Arts Leipzig. Kerber, Bielefeld 2009, ISBN 978-3-86678-360-7, S. 80–87.
- Jeannette Stoschek, Patricia Werner (Hrsg.): Gehaltene Zeit. Ursula Arnold, Arno Fischer, Evelyn Richter. Kettler, Dortmund 2016, ISBN 978-3-86206-571-4.
- Evelyn Richter. Von der Latenz der Bilder = Evelyn Richter. On the latency of images. hesperus print, Dresden 2018, ISBN 978-3-946339-13-7.
- Evelyn Richter. Spector Books, Leipzig 2022, ISBN 978-3-95905-629-8.